# 최병길 (연출가)
최병길은 대한민국의 텔레비전 드라마 연출 감독이다.

## 드라마
- 2007년 MBC 베스트극장 《드리머즈》(연출)
- 2007년 MBC Every1 금요드라마 《와인따는 악마씨》(기획)
- 2008년 ~ 2009년 MBC 월화 특별기획드라마 《에덴의 동쪽》(공동연출)
- 2013년 MBC 수목미니시리즈 《남자가 사랑할 때》(공동연출)
- 2013년 ~ 2014년 MBC 주말연속극 《사랑해서 남주나》(공동연출)
- 2013년 MBC 드라마페스티벌 《나 엄마 아빠 할머니 안나》(연출)
- 2015년 MBC 수목미니시리즈 《앵그리맘》(연출)
- 2017년 MBC 수목미니시리즈 《미씽나인》(연출)
- 2021년 tvN 월화미니시리즈 《하이클래스》(연출)

## 곡
- 2003년 MBC 한뼘드라마 (음악감독)

## 앨범
- 2010년 애쉬번(Ashbun) - Ashbun
- 2019년 애쉬번(Ashbun) - Baked In Jazz
- 2019년 애쉬번(Ashbun) - 추운데 춥질 않네